# عبدالعزیز محمد قابیل
عبدالعزیز محمد قابیل (انگلیسی: Mohamed Kabil؛ زادهٔ ۱۴ مارس ۱۹۲۷) بازیکن فوتبال اهل مصر بود.
وی همچنین در تیم ملی فوتبال مصر بازی کرده‌است.